# Huyện của Cộng hòa Séc
Huyện của Cộng hòa Séc là một đơn vị hành chính bậc hai cũ của Cộng hòa Séc (đơn vị bậc một là Vùng), được phân chia theo Luật Đơn vị lãnh thổ và hành chính thuộc tập hợp luật số 51/2020 . Chức năng hành chính của huyện đã bị bãi bỏ từ năm 2003 và chuyển giao sang cho các khu tự quản mới thành lập. Hiện nay các huyện đóng vai trò là các đơn vị lãnh thổ để phục vụ công tác thống kê.
Cộng hòa Séc hiện nay có tổng cộng 76 huyện, không bao gồm thành phố Praha vì thành phố này không phải là một huyện theo luật định và được phân chia thành 10 quận nội thành thay vì thành các huyện như các vùng.

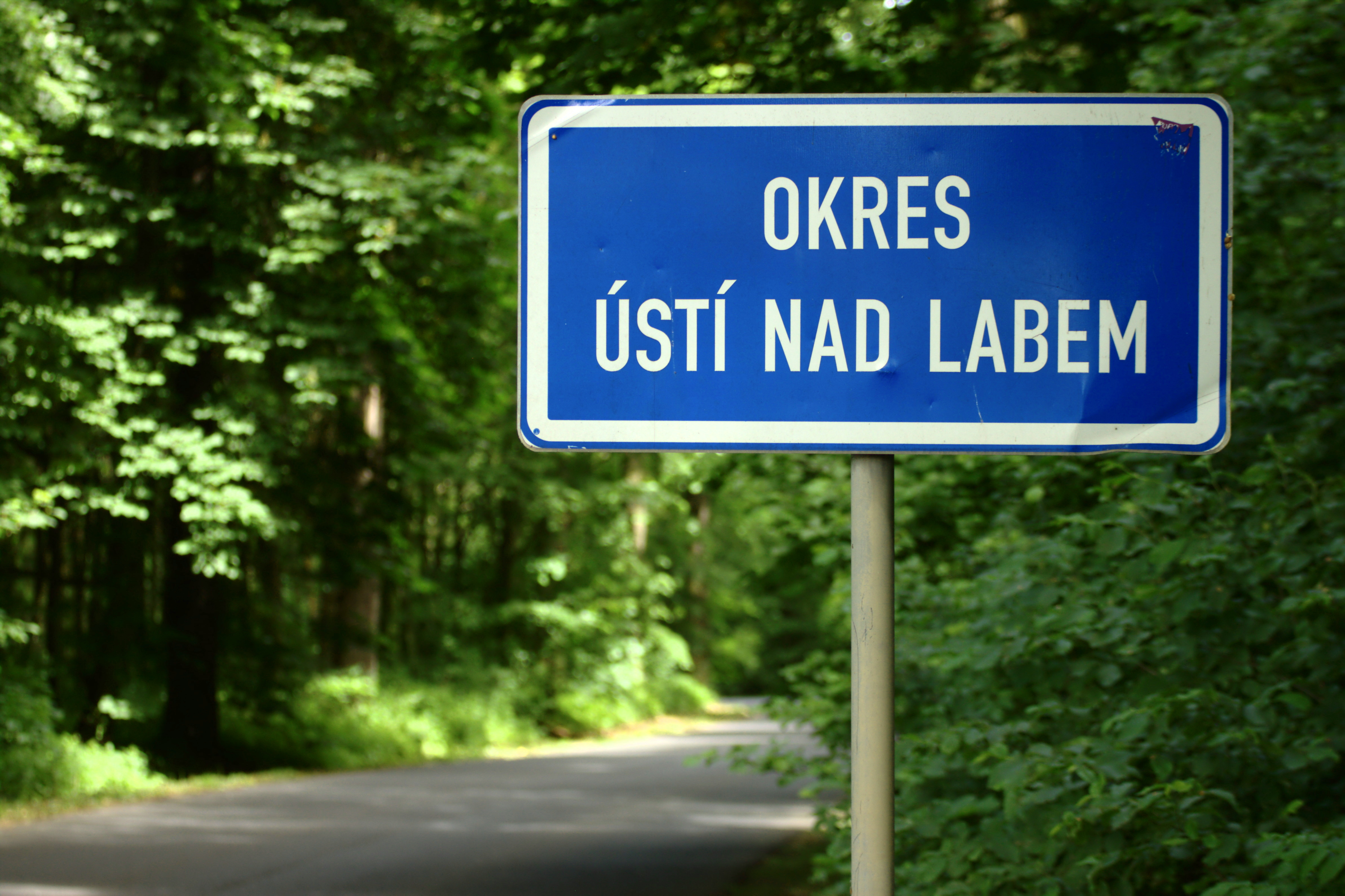
Biển báo chỉ dẫn địa phận huyện Ústí nad Labem

Đơn vị hành chính huyện được thành lập đầu tiên vào năm 1850 để thay thế các thái ấp phong kiến. Các huyện này được điều hành bởi các Ủy ban huyện và Tòa án huyện thuộc các huyện tư pháp với lãnh thổ riêng. Cho tới năm 1900, trên đất Séc có 133 huyện và tới năm 1960 là 180 huyện trước khi Luật Đơn vị lãnh thổ quốc gia thuộc tập hợp luật số 36/1960 được ban hành.
Sau ngày 11 tháng Tư năm 1960, lãnh thổ Cộng hòa Tiệp Khắc được tái phân chia thành các huyện (okres. số nhiều: okresy) với ranh giới mới so với các ranh giới truyền thống hình thành dựa trên quan hệ của các địa phương. Tại địa phận Cộng hòa Séc thời điểm đó có 75 huyện; huyện thứ 76 là huyện Jeseník được tái lập trên cơ sở tách ra từ huyện Šumperk và một phần huyện Bruntál vào năm 1996.
Cho tới năm 2006, tại các huyện kiêm thành phố Brno, Plzeň và Ostrava. quyền lực của chính quyền các huyện trên được thực hiện bởi các Ủy ban thành phố. Thành phố Praha có quyền lực của một chính quyền huyện nhưng sau này đã chuyển lại một phần thẩm quyền đó cho các quận nội thành.
Các Ủy ban huyện của Cộng hòa Séc chấm dứt hoạt động từ ngày 31 tháng Mười Hai năm 2002 theo kế hoạch thực hiện giai đoạn thứ hai của cuộc Cải cách quản lý lãnh thổ. Cùng với đó là sự giải thể của các Hội đồng huyện theo luật định.
Một nghị định mới về ranh giới lãnh thổ địa phương được ban hành bên cạnh Luật Đơn vị lãnh thổ - hành chính Cộng hòa Séc thuộc tập hợp luật số 51/2020 và có hiệu lực từ ngày 1 tháng Một năm 2021. Nghị định này hướng dẫn việc sắp xếp lại các khu tự quản giữa các huyện, và sự sắp xếp này không ảnh hưởng tới thẩm quyền của các tòa án trên địa phận tư pháp của mình, vv. Các khu tự quản sẽ tiến hành điều chỉnh lại ranh giới theo nghị định.

## Danh sách các huyện theo vùng
Đạo luật về việc Thành lập các đơn vị lãnh thổ tự quản cấp cao thuộc tập hợp luật số 347/1997 thành lập ra đơn vị lãnh thổ Vùng và liệt kê các huyện trực thuộc từng vùng. Hiện nay các huyện được coi là một đơn vị lãnh thổ cấu thành của vùng theo Luật Đơn vị lãnh thổ-hành chính quốc gia và bao gồm các khu tự quản với thẩm quyền mở rộng.

### Thành phố Praha
Thành phố Praha (khác so với các thành phố pháp định khác) được điều chỉnh thành một đơn vị lãnh thổ tự quản cấp cao (tương đương với vùng) theo Đạo luật trên. Luật Thành lập vùng không được áp dụng đối với thành phố thủ đô, và Luật Thành phố thủ đô Praha thuộc tập hợp luật số 131/2000 quy định hai thẩm quyền của thành phố thủ đô là thẩm quyền vùng và thẩm quyền khu tự quản.
Theo Luật Ủy ban huyện thuộc tập hợp luật số 147/2000 thì Ủy ban thành phố thủ đô cũng thực hiện đầy đủ các chức năng của một Ủy ban huyện mặc dù theo luật thì thành phố thủ đô không phải là một huyện và không được phân chia thành các huyện giống như các vùng. Các Tòa án cấp quận tại thành phố Praha có chức năng tương tự Tòa án cấp huyện tư pháp.
| Vùng                | Huyện/Thành phố     | Diện tích (km2) | Dân số (2022) | Khu |
| ------------------- | ------------------- | --------------- | ------------- | --- |
| Thủ đô Praha        | Praha               | 496             | 1.275.406     | 1   |
| Trung Bohemia       | Benešov             | 1.475           | 99.323        | 114 |
| Trung Bohemia       | Beroun              | 662             | 96.624        | 85  |
| Trung Bohemia       | Kladno              | 720             | 164.493       | 100 |
| Trung Bohemia       | Kolín               | 748             | 103.894       | 90  |
| Trung Bohemia       | Kutná Hora          | 917             | 75.683        | 88  |
| Trung Bohemia       | Mělník              | 701             | 109.354       | 69  |
| Trung Bohemia       | Mladá Boleslav      | 1.023           | 127.592       | 120 |
| Trung Bohemia       | Nymburk             | 846             | 101.120       | 86  |
| Trung Bohemia       | Praha Đông          | 755             | 188.384       | 110 |
| Trung Bohemia       | Praha Tây           | 580             | 151.093       | 79  |
| Trung Bohemia       | Příbram             | 1.693           | 114.366       | 120 |
| Trung Bohemia       | Rakovník            | 896             | 54.898        | 83  |
| Nam Bohemia         | České Budějovice    | 1.639           | 195.533       | 109 |
| Nam Bohemia         | Český Krumlov       | 1.616           | 60.096        | 46  |
| Nam Bohemia         | Jindřichův Hradec   | 1.944           | 89.283        | 106 |
| Nam Bohemia         | Písek               | 1.127           | 70.769        | 75  |
| Nam Bohemia         | Prachatice          | 1.375           | 50.230        | 65  |
| Nam Bohemia         | Strakonice          | 1.032           | 69.773        | 112 |
| Nam Bohemia         | Tábor               | 1.326           | 101.363       | 110 |
| Plzeň               | Domažlice           | 1.052           | 54.391        | 76  |
| Plzeň               | Klatovy             | 1.946           | 84.614        | 94  |
| Plzeň               | Thành phố Plzeň     | 261             | 188.407       | 15  |
| Plzeň               | Plzeň Nam           | 1.068           | 68.918        | 99  |
| Plzeň               | Plzeň Bắc           | 1.287           | 80.666        | 98  |
| Plzeň               | Rokycany            | 575             | 48.770        | 68  |
| Plzeň               | Tachov              | 1.378           | 52.941        | 51  |
| Karlovy Vary        | Cheb                | 1.046           | 87.958        | 40  |
| Karlovy Vary        | Karlovy Vary        | 1.515           | 110.052       | 55  |
| Karlovy Vary        | Sokolov             | 754             | 85.200        | 38  |
| Ústí nad Labem      | Chomutov            | 935             | 121.480       | 44  |
| Ústí nad Labem      | Děčín               | 909             | 126.294       | 52  |
| Ústí nad Labem      | Litoměřice          | 1.032           | 117.582       | 105 |
| Ústí nad Labem      | Louny               | 1.118           | 85.381        | 70  |
| Ústí nad Labem      | Most                | 467             | 106.773       | 26  |
| Ústí nad Labem      | Teplice             | 469             | 124.472       | 34  |
| Ústí nad Labem      | Ústí nad Labem      | 405             | 116.916       | 23  |
| Liberec             | Česká Lípa          | 1.073           | 101.962       | 57  |
| Liberec             | Jablonec nad Nisou  | 439             | 90.171        | 35  |
| Liberec             | Liberec             | 989             | 173.890       | 59  |
| Liberec             | Semily              | 662             | 71.547        | 65  |
| Hradec Králové      | Hradec Králové      | 892             | 162.400       | 104 |
| Hradec Králové      | Jičín               | 887             | 78.713        | 111 |
| Hradec Králové      | Náchod              | 852             | 107.973       | 78  |
| Hradec Králové      | Rychnov nad Kněžnou | 982             | 78.424        | 80  |
| Hradec Králové      | Trutnov             | 1.147           | 115.073       | 75  |
| Pardubice           | Chrudim             | 993             | 103.746       | 108 |
| Pardubice           | Pardubice           | 880             | 172.224       | 112 |
| Pardubice           | Svitavy             | 1.379           | 102.866       | 116 |
| Pardubice           | Ústí nad Orlicí     | 1.267           | 135.682       | 115 |
| Vysočina            | Havlíčkův Brod      | 1.265           | 93.692        | 120 |
| Vysočina            | Jihlava             | 1.199           | 112.415       | 123 |
| Vysočina            | Pelhřimov           | 1.290           | 71.571        | 120 |
| Vysočina            | Třebíč              | 1.463           | 109.183       | 167 |
| Vysočina            | Žďár nad Sázavou    | 1.579           | 117.164       | 174 |
| Nam Moravia         | Blansko             | 862             | 107.912       | 116 |
| Nam Moravia         | Břeclav             | 1.038           | 114.801       | 63  |
| Nam Moravia         | Thành phố Brno      | 230             | 379.466       | 1   |
| Nam Moravia         | Brno-venkov         | 1.499           | 225.514       | 187 |
| Nam Moravia         | Hodonín             | 1.099           | 151.096       | 82  |
| Nam Moravia         | Vyškov              | 876             | 92.317        | 79  |
| Nam Moravia         | Znojmo              | 1.590           | 113.462       | 144 |
| Olomouc             | Jeseník             | 719             | 36.752        | 24  |
| Olomouc             | Olomouc             | 1.620           | 233.588       | 97  |
| Olomouc             | Přerov              | 845             | 126.613       | 105 |
| Olomouc             | Prostějov           | 770             | 107.580       | 97  |
| Olomouc             | Šumperk             | 1.313           | 118.397       | 78  |
| Zlín                | Kroměříž            | 796             | 103.445       | 79  |
| Zlín                | Uherské Hradiště    | 991             | 139.829       | 78  |
| Zlín                | Vsetín              | 1.131           | 140.171       | 59  |
| Zlín                | Zlín                | 1.046           | 188.987       | 91  |
| Silesi thuộc Morava | Bruntál             | 1.537           | 89.547        | 67  |
| Silesi thuộc Morava | Frýdek-Místek       | 1.208           | 212.347       | 72  |
| Silesi thuộc Morava | Karviná             | 356             | 240.319       | 17  |
| Silesi thuộc Morava | Nový Jičín          | 882             | 149.919       | 54  |
| Silesi thuộc Morava | Opava               | 1.113           | 173.753       | 77  |
| Silesi thuộc Morava | Thành phố Ostrava   | 332             | 312.104       | 13  |

- Vùng của Cộng hòa Séc
- ISO 3166-2:CZ

1. 1 2 3  "ZÁKON ze dne 29. ledna 2020 o územně správním členění státu a o změně souvisejících zákonů (zákon o územně správním členění státu)" [Đạo luật ngày 29 Tháng Một năm 2020 về Phân chia lãnh thổ - hành chính của nhà nước và về việc sửa đổi các hành vi phân chia lãnh thổ - hành chính của nhà nước]. www.sagit.cz (bằng tiếng Séc). ngày 26 tháng 2 năm 2020. Truy cập ngày 2 tháng 7 năm 2022.
2. ↑  "Population of Municipalities – 1 January 2022". Czech Statistical Office. ngày 29 tháng 4 năm 2022.